# Ward Cunningham
Howard Cunningham, más conocido como Ward Cunningham (Michigan City, Indiana; 26 de mayo de 1949), es un informático y programador estadounidense de patrones para programación (patterns) y de la WikiWikiWeb y fue coautor del  Manifiesto para el desarrollo ágil de software. 
Se graduó en ingeniería interdisciplinaria (eléctrica y de computación) y tiene una maestría en ciencias de la computación de la Universidad de Purdue.
Creó el primer sitio wiki, la WikiWikiWeb, que es parte del Portland Pattern Repository de Portland (Oregón), en marzo de 1995. El sitio, todavía activo, se especializa en proyectos personales y en patrones de diseño y mantiene un registro histórico informal de ideas en programación. Por ejemplo, el sitio cataloga patrones y antipatrones de diseño útiles de conocer para el desarrollo de software, especialmente bajo la metodología de programación extrema. Cunningham explica que el concepto de la wiki se le ocurrió al final de los años 1980, y lo implantó inicialmente como una pila Hypercard. Comenzó a codificar WikiWikiWeb en 1994 y lo instaló en c2.com (el sitio web de su consultoría de software) el 25 de marzo de 1995, como un complemento del Portland Pattern Repository.
Es coautor (con Bo Leuf) del libro The Wiki Way (2001). Fundó la empresa de consultoría Cunningham & Cunningham, Inc., fue director de investigación y desarrollo de Wyatt Software e ingeniero principal en Tektronix Computer Research Laboratory. Ward es bien conocido por sus contribuciones en la práctica del desarrollo de programación orientada a objetos, la metodología de desarrollo de software denominada programación extrema y las comunidades alojadas en su WikiWikiWeb. Es fundador de The Hillside Group y ha sido director del comité de programa de la conferencia sobre patrones de diseño. Entre diciembre de 2003 y octubre de 2005 trabajó para Microsoft en el grupo de prácticas y patrones. Desde octubre de 2005, es el director del Committer Community Development de la Fundación Eclipse.
Es miembro del comité asesor de la Fundación Wikimedia.
Ward Cunningham actualmente reside en Portland, Oregón.

## Biografía

### Primeros años y empleo
Howard G. Cunningham nació en la ciudad de Míchigan, Indiana, el 26 de mayo de 1949. Creció en Highland, Indiana, donde permaneció hasta la escuela secundaria. Recibió su licenciatura en ingeniería interdisciplinaria (ingeniería eléctrica y ciencias de la computación ) y su maestría en ciencias de la computación de la Universidad de Purdue , donde se graduó en 1978. Es cofundador de Cunningham & Cunningham, una consultora de software comenzó con su esposa. También se desempeñó como director de I+D en Wyatt Software y como ingeniero principal en laLaboratorio de Investigación Informática Tektronix. Es el fundador de The Hillside Group y se ha desempeñado como presidente del programa de la conferencia Pattern Languages of Programming que patrocina. Cunningham era parte de la comunidad de Smalltalk.
Desde diciembre de 2003 hasta octubre de 2005, Cunningham trabajó para Microsoft en el grupo Patrones y Prácticas. Desde octubre de 2005 hasta mayo de 2007, ocupó el cargo de Director de Committer Community Development en la Fundación Eclipse. En mayo de 2009, se incorporó a AboutUs como director de tecnología. El 24 de marzo de 2011, The Oregonian informó que Cunningham había dejado AboutUs para unirse a CitizenGlobal, con sede en Venice Beach , una empresa emergente que trabaja en contenido de video colaborativo, como director de tecnología y zar de la creación conjunta. Sigue siendo un asesor de AboutUs. Cunningham dejó CitizenGlobal y ahora es programador en New Relic.

## Ideas e inventos

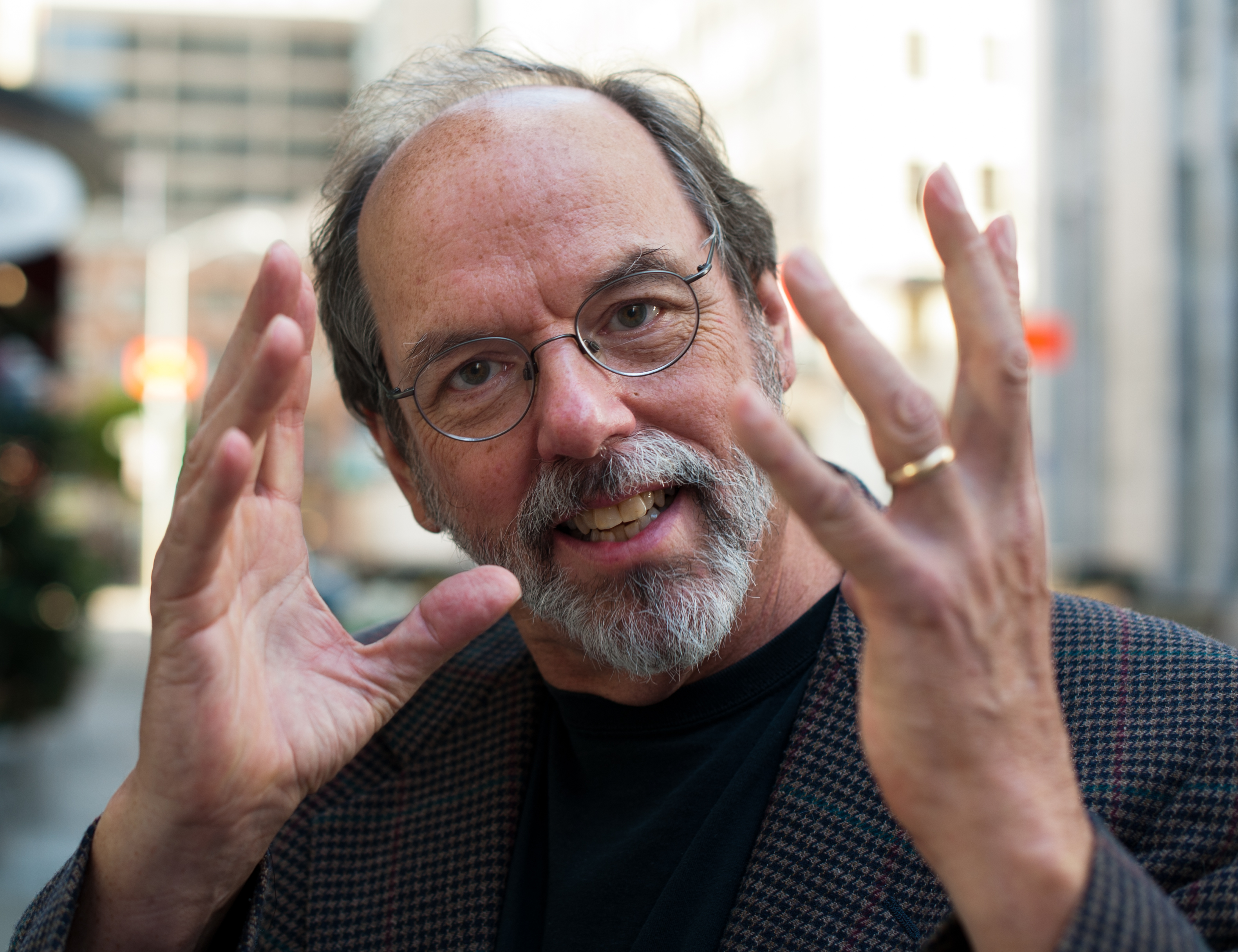
Cunningham en octubre de 2011

Cunningham es bien conocido por algunas ideas ampliamente difundidas que él originó y desarrolló. Las más famosas entre estas son la wiki y muchas ideas en el campo de los patrones de diseño de software, popularizados por el software Gang of Four (GoF). Es dueño de la empresa Cunningham & Cunningham Inc., una consultora que se ha especializado en programación orientada a objetos. También creó el sitio (y el software) WikiWikiWeb, el primer wiki de Internet en 1995.
Cuando se le preguntó en una entrevista de 2006 en internetnews.com si consideraba patentar el concepto wiki, explicó que pensaba que la idea «simplemente sonaba como algo por lo que nadie querría pagar dinero».
Como precoz informático, docente, pero también consultor en cuestiones teóricas de desarrollo de proyectos, resume en estos términos las razones que le llevaron a crear el sistema wiki:
- Conectar las experiencias de todos.
- Redescubrir, en un contexto multiusuario, la productividad de creación y escritura que había obtenido al formalizar el trabajo textual utilizando una “pila de hipertarjetas” escrita por él. (HyperCard era un software publicado por la empresa Apple a principios de la década de 1990 que permitía programar con un paradigma visual. Muchos usuarios de Apple descubrieron la programación a través de este software de usuario único).
- A los seres humanos les gusta hablar, expresarse. Una wiki le permite intervenir.
- En su opinión, leer un documento escrito, mientras evocaba mentalmente una idea como “bueno, yo habría añadido eso”, era frustrante. La wiki permite dar voz al “Sí, pero…” que se piensa mentalmente al leer un documento.
- Los foros de discusión, aunque permiten la intervención de todos, ven información útil diluida en el ruido de fondo, llegando a perderse por completo. Entonces surgen las mismas preguntas y siguen las mismas respuestas. Esta pérdida de tiempo y energía acaba cansando a los habituales del foro que lo abandonan. Para solucionar este problema, se han creado colecciones de preguntas frecuentes (Preguntas frecuentes o FAQ en inglés). Estas colecciones constituyen una mina de información pura y útil, lo que ahorra un tiempo considerable al leerlas. Ward Cunningham había notado la existencia de un sistema informático llamado FAQ-O-Matic, que permitía acumular información automáticamente a la manera de una pregunta frecuente. Como este sistema estaba demasiado orientado a “preguntas y respuestas”, Ward Cunningham prefirió avanzar hacia un sistema de publicación literaria colaborativa. Así nació el concepto de wiki.

Cunningham está interesado en rastrear el número y la ubicación de las ediciones de la página wiki como un experimento sociológico e incluso puede considerar la degradación de una página wiki como parte de su proceso de estabilidad. «Hay quienes dan y quienes toman. Se nota leyendo lo que escriben».
En 1992 teorizó el concepto de deuda técnica en el campo del desarrollo de software.
En 2011, Cunningham creó la Smallest Federated Wiki, una herramienta para la federación de wikis, que aplica aspectos del desarrollo de software como la bifurcación de páginas wiki. Firmó el Manifiesto para el Desarrollo Ágil de Software, Manifiesto ágil, (Manifesto for Agile Software Development).
Cunningham ha contribuido a la práctica de la programación orientada a objetos, en particular el uso de lenguajes de patrones y (con Kent Beck) las tarjetas de colaboración de responsabilidad de clase. También ha contribuido a la metodología de desarrollo de software de programación extrema. Gran parte de este trabajo se realizó en colaboración en el primer sitio wiki.

### Ley de Cunningham
A Cunningham se le atribuye la idea que: «La mejor manera de obtener la respuesta correcta en Internet no es hacer una pregunta; es publicar la respuesta incorrecta.» Se refiere a la observación de que la gente es más rápida en corregir una respuesta incorrecta que en responder a una pregunta. Según Steven McGeady, Cunningham le advirtió de esto a principios de los años ochenta, y McGeady lo bautizó como Ley de Cunningham.  Aunque originalmente se refería a las interacciones en Usenet, la ley se ha utilizado para describir el funcionamiento de otras comunidades en línea, como Wikipedia. Cunningham relativiza su propiedad de la ley, calificándola de «cita errónea que se refuta a sí misma al propagarse por internet» y diciendo que él «nunca sugirió hacer preguntas publicando respuestas erróneas»..

## Vida personal
Cunningham vive en Beaverton, Oregón. Posee una licencia de  radioaficionado Clase Extra emitida por la Comisión Federal de Comunicaciones, y su distintivo de llamada es Kilo Nine Oscar X-ray, K9OX.
Cunningham es el primer becario de Código para un mundo mejor de Nike (Nike's Code for a Better World Fellow) sobre el impacto del ciclo de vida de los materiales.

## Publicaciones
- Bo Leuf, Ward Cunningham. The Wiki Way: Quick Collaboration on the Web. Addison-Wesley Longmann, abril de 2001. ISBN 0-201-71499-X (en inglés)
- A Laboratory For Teaching Object-Oriented Thinking, Kent Beck  (Apple Computer, Inc.), Ward Cunningham (Wyatt Software Services, Inc.).  From the OOPSLA'89 Conference Proceedings October 1-6, 1989, New Orleans, Louisiana And the special issue of SIGPLAN Notices Volume 24, Number 10, October 1989 url= http://c2.com/doc/oopsla89/paper.html (en inglés)
- Ward Cunningham. Fit for Developing Software: Framework for Integrated Tests, en colaboración con Rick Mugridge (2005), (ISBN 0-321-26934-9) (en inglés)